# Metro d'Oslo
El Metro d'Oslo (Oslo T-bane en noruec) és el sistema de metro de la ciutat d'Oslo, la capital de Noruega. L'opera l'empresa Sporveien T-Banen, en una concessió feta per l'autoritat del transport Ruter. La xarxa està formada per cinc línies que travessen el centre de la ciutat i sumen un total de 85 kilòmetres. L'any 2019 va moure una total de 119 milions de viatgers. La xarxa té 101 estacions, de les quals 17 són soterrades o estan cobertes. Les línies connecten 14 dels 15 districtes d'Oslo i dues van cap a Bærum.
La primera línia, la de Holmenkollen, va obrir el 1898 en forma de tramvia suburbà i el 1912 es va afegir la línia de Røa, amb el mateix caràcter. El primer tram subterrani es va obrir el 1928 quan es va obrir un túnel entre Majorstuen i Nationaltheatret, permetent l'arribada de les línies fins al centre de la ciutat, que en el seu moment es considerà el primer metro dels països nòrdics. Tot i això, no fou fins al 1966 que no es va obrir la primera línia de metro entre el centre i l'est de la ciutat.

## Història

### Xarxa occidental

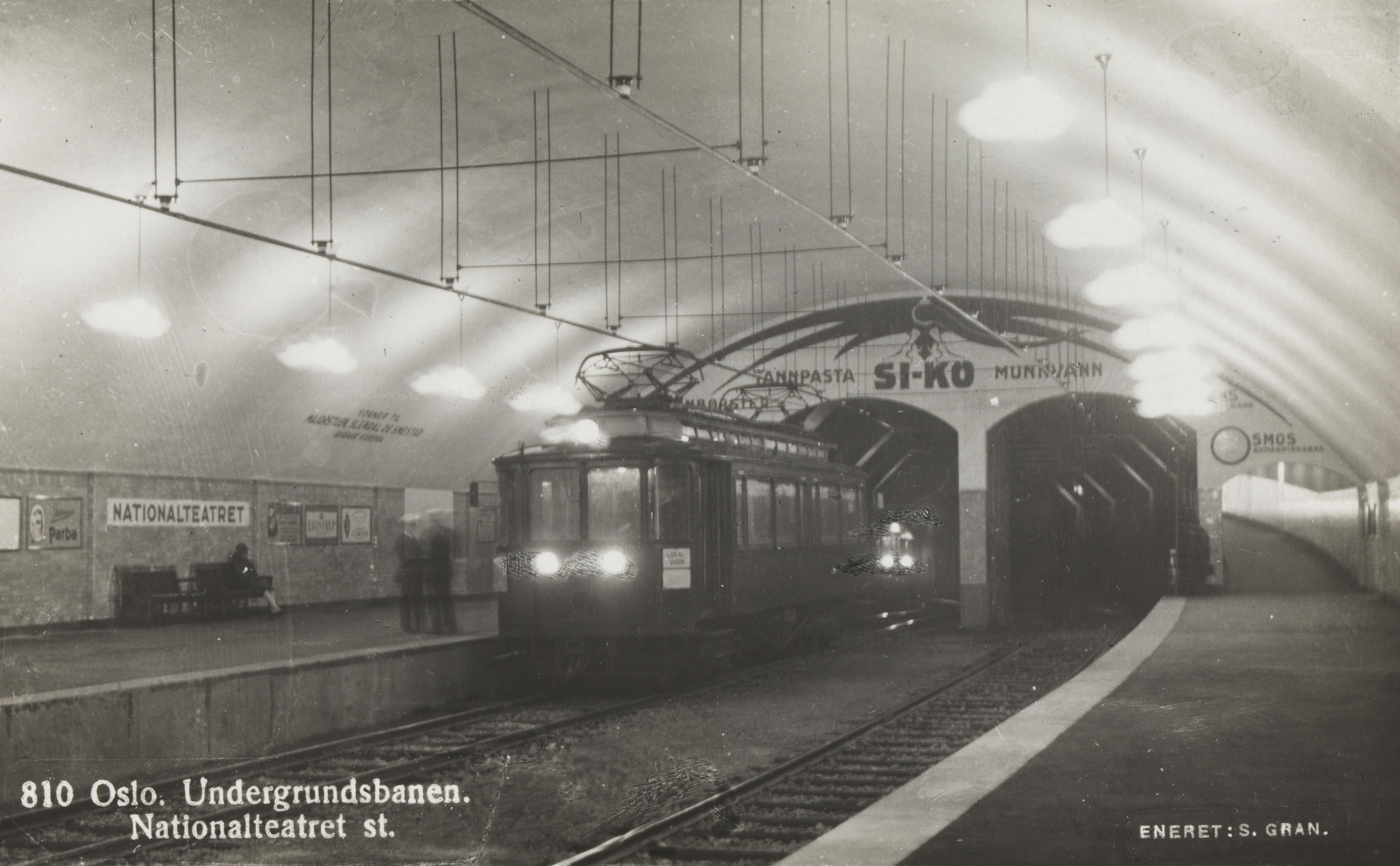
La primera estació subterrània, Nationaltheatret, va obrir el 1928

El ferrocarril arribà a Oslo el 1854, amb l'obertura de la línia cap a Eidsvoll. El 1872 s'obre la línia ferroviària cap a Drammen i el 1879 la línia cap al comtat d'Østfold. Els primers tramvies arribaren el 1875, quan Kristiania Sporveisselskab (KSS) va obrir la primera línia de tramvies amb tracció animal. El 1894, la companyia Kristiania Elektriske Sporve (KES) va començar a operar amb tramvies elèctrics.
La primera línia de tramvia suburbana va ser la línia de Holmenkollen (actualment part de la línia 1), que va ser construïda per AS Holmenkolbanen l'any 1898. El primer tram en obrir-se va ser entre Majorstuen i Slemdal, i el mateix any es va estendre fins a Besserud, a l'antic municipi d'Aker. Aquesta línia disposava de plataforma pròpia per les seves vies, a més d'estacions i baixadors, semblant al que en l'actualitat seria un metro lleuger. La resta de línies suburbanes que es van construir posteriorment també comptaren amb aquestes característiques. A diferència d'aquestes, la línia de Holmenkollen no operava fins al centre d'Oslo a través de les vies dels tramvies urbans, sinó que va establir la seva terminal a Majorstuen, fet que obligava als passatgers a fer transbord per arribar fins al centre de la ciutat. L'any 1909 es canvia el material mòbil, que passa a ser més ample que l'utilitzat pels tramvies de la ciutat, i fa que l'operació que entre la línia de Holmenkollen i la resta de la xarxa de tramvies passi a ser incompatible.
L'any 1916 es perllonga la línia fins a Tryvann, però només entra en servei per a viatgers fins a Frognersetaeren, l'actual terminal. El tram restant queda per al transport de mercaderies i s'acaba desmantellant el 1939. Per altra banda, el 1912 es va obrir un nou ramal entre Majorstuen i Smestad (actualment part de les línies 2 i 3), que s'amplia fins a Røa el 1935, fins a Grini el 1948, a Grini el 1951 i a Østerås el 1972. El 1924 la ciutat d'Aker expropia la línia, que passa a ser operada per AS Holmenkollenbanen.
L'any 1912, AS Holmenkollenbanen comença a construir un túnel de 2 km, per fer arribar els seus trens fins al centre de la ciutat, a Nationaltheatret. La construcció de l'obra es va aturar entre 1914 i 1926 pels litigis del veïns, ja que es van malmetre fins a 30 edificis, a més de l'esfondrament de la plaça Valkyrie plass, en el qual es va optar per construir-hi una estació per aprofitar l'esvoranc. El túnel es va posar en servei el 27 de juny de 1928. Les compensacions econòmiques que AS Holmenkollenbanen va haver de pagar pels danys als edificis van fer declarar l'empresa en fallida el 1934. Les seves línies van ser municipalitzades per l'Ajuntament d'Aker.
L'èxit de les línies suburbanes va fer que l'operador de tramvies KES s'interessés per la construcció de línies. Així doncs, el 1919 es va obrir una línia de tramvia entre Skøyen i Lilleaker, que va ser perllongada fins a Avløs el 1924 i fins a Kolsås el 1930 (part de l'actual línia 3). El 1942 s'obre un nou tram entre Jar i Sørbyhaugen, que permet arribar a Kolsås des de Nationaltheatret. L'Ajuntament d'Oslo va municipalitzar les companyies de tramvies, de manera que la línia de Kolsås va passar a ser operada per Oslo Sporveier.
La darrera línia en obrir-se al costat occidental de la ciutat va ser la línia de Sognsvann, actualment part de la línia 4, que va obrir-se entre Majorstuen i Sognsvann el 1934.

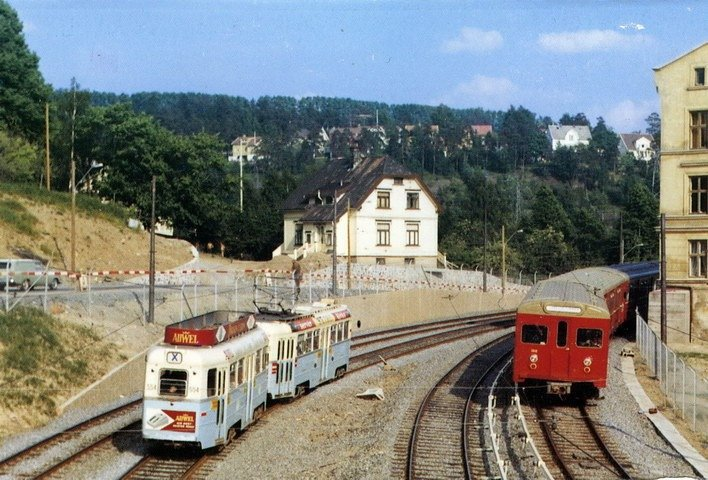
Foto presa el 1966, just després de la inauguració del metro, on es veuen els trens de la línia de Lambertseter amb vehicles de metro i els de la línia d'Østensjø amb tramvies, a punt de ser convertida a metro.

### Xarxa oriental
L'any 1917 es va obrir la primera línia de tramvia suburbà al costat est de la ciutat, la línia d'Ekeberg, actualment servida per les línies 13 i 19 de tramvia. Es va construir amb un entrevia suficient per si mai s'hagués d'operar amb material mòbil ample, encara que l'operació sempre va ser amb material de tramvia. El 1923 s'obre la línia d'Østensjø, també suburbana, però servida per tramvies.
El primer projecte de metro preveia la construcció d'un túnel pel centre de la ciutat que unís les línies suburbanes d'ambdós costats, però els litigis i els alts costos de construcció van fer descartar la idea. L'any 1951 es crea una comissió per planificar una nova xarxa de metro, que presenta un pla de 4 línies l'any 1954, totes al costat oriental de la ciutat: la de Lambertseter, la d'Østensjø, la de Furuset i la de Grorud. La primera fase consistiria en la construcció de la línia de Lambertseter en forma de metro lleuger el 1957 i el perllongament fins a Bergkrystallen, així com l'ampliació de la línia de tramvia d'Østensjø ins a Bøler el 1958.
El 22 de maig de 1966 s'inaugura oficialment el metro d'Oslo. S'opta per fer l'explotació amb un material mòbil semblant al del metro d'Estocolm i amb tercer carril. La inauguració consisteix en la conversió de la línia de Bergkrystallen (actualment línia 4) de metro lleuger a metro convencional, juntament amb l'obertura del tram de metro comú fins a l'estació de Jernbanetorget. Aquest mateix any s'obre també el ramal entre Tøyen i Grorud (actualment línia 5). L'any següent es converteix a metro pur la línia d'Østensjø (actualment línia 3) i es perllonga fins a Skullerud.
Durant els anys 60 i 70 s'acaba de completar la xarxa de metro del costat oriental de la ciutat, amb un parell d'extensions de longitud més curta durant els anys 80 i 90: el 1970 s'obre un nou ramal de Hellerud fins a Haugerud (actual línia 2), que s'allarga a Trosterud el 1974, el 1978 fins a Furuset i el 1981 a Ellingsrudåsen. Per altra banda, la línia de Grorud s'allarga fins a Rommen i Stovner en dues fases l'any 1974, i fins a Vestli el 1975.

### Una sola xarxa

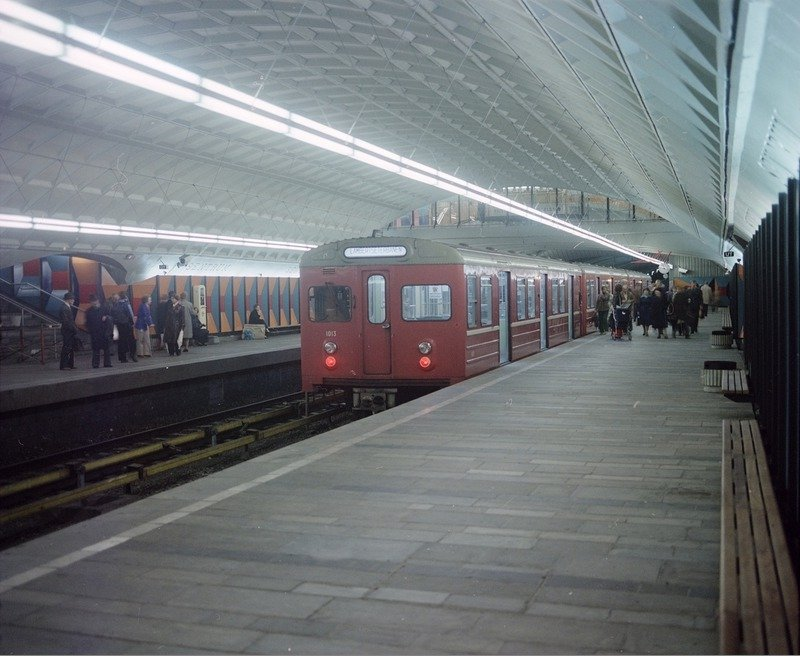
Estació de Sentrum (actualment anomenada Stortinget) amb trens de la xarxa oriental

L'any 1977 es perllonga el túnel comú una sola estació: de Jernbanetorget fins a Sentrum (actualment Stortinget). El servei entre aquestes dues se suspèn l'any 1983 perquè les obres de construcció del túnel no es van executar de manera correcta. El 1987 es reobre el tram tancat i a més es perllonga el túnel de Nationaltheatret a Stortinget, de forma que les dues xarxes es troben a l'estació de Stortinget, malgrat la interoperativitat de les dues xarxes no sigui possible per la incompatibilitat dels sistemes d'alimentació (a la xarxa oriental s'utilitza tercer carril i a l'occidental, catenària), així com pel sistema de senyalització.
El sistema d'electrificació de la línia de Sognsvann es va convertir a tercer carril l'any 1993 i es va permetre per primer cop l'interoperabilitat entre la xarxa oriental i l'occidental. El 1995 es va fer el mateix a línia de Røa i a la línia de Kolsås només fins a Montebello. A partir del novembre de 1995, tots els serveis es van fer passants. Els serveis de les línies de Holmenkollen i de Kolsås van ser equipats amb trens de la sèrie T1300 i de la T2000, que disposaven de pantògrafs pels trams amb catenària, així com frotadors pels trams amb tercer carril.

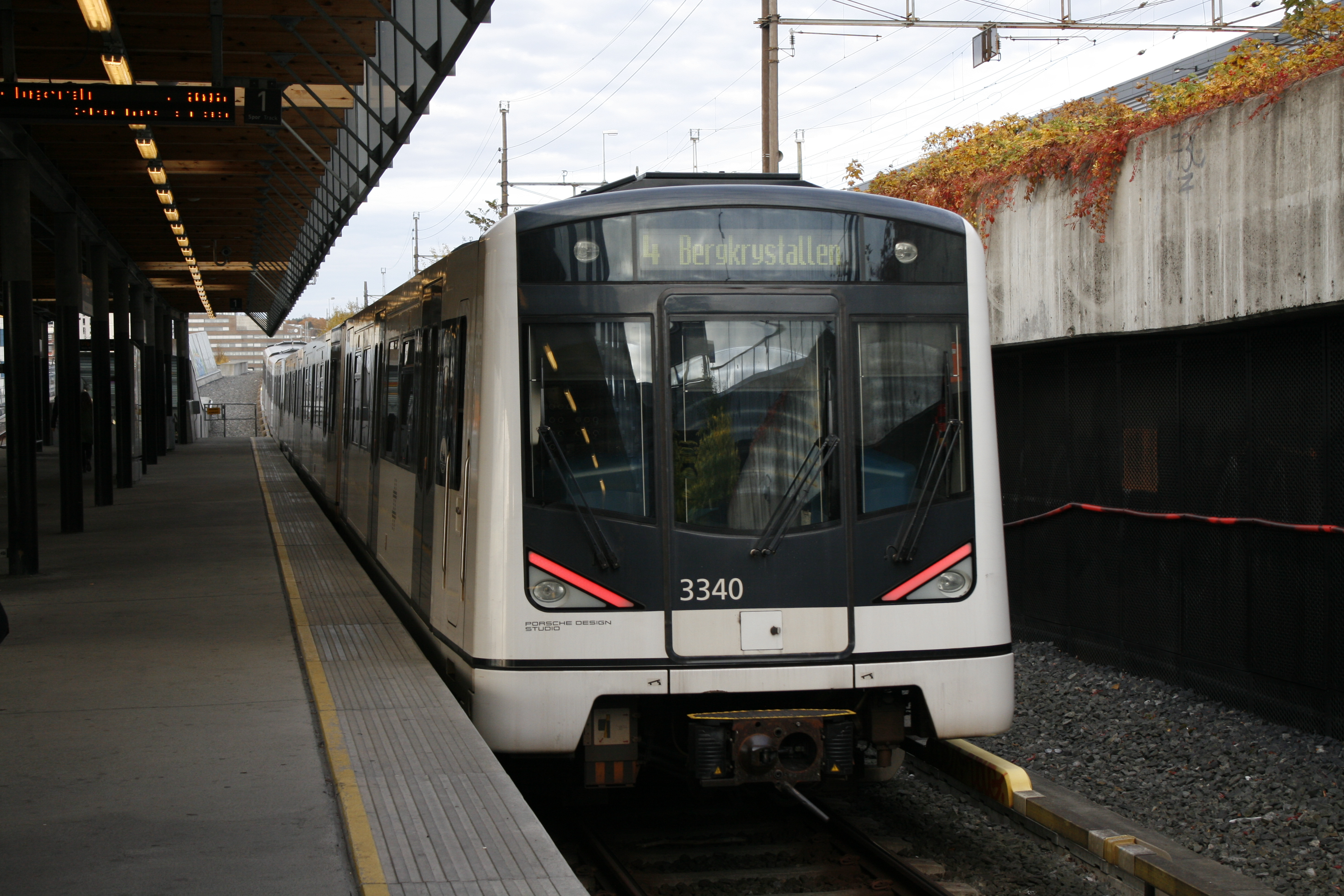
Tren a Sinsen, estació situada a la línia circular, el darrer gran projecte executat

L'any 2003 s'obre el primer tram de la línia circular, d'Ullevål stadion a Storo, que queda completada el 2006 amb el perllongament fins a Carls Berners plass.
El 2006 tanca la línia de Kolsås entre la terminal i Montebello, per convertir-la en un metro estàndard, eliminar els passos a nivell i instal·lar el tercer carril. Es reobre de manera progressiva entre 2008 i 2014.
Durant el 2010 tanca la línia de Holmenkollen per equipar-la amb tercer carril i arranjar les andanes de les estacions, però no s'eliminen els passos a nivell. L'andana de l'estació de Gulleråsen deixa de prestar servei en sentit cap al centre, ja que l'estació està situada en corba i la distància entre el tren i l'andana és considerable.
El 2016 obre la darrera part del projecte de la línia circular: l'enllaç entre Sinsen i Økern passant per l'estació Løren. El mateix dia que entra en servei aquest tram, es reorganitzen les línies i els serveis.

## Xarxa

Diagrama/Mapa del Metro d'Oslo 2020

### Línies
El servei actual es va establir el 3 d'abril de 2016, amb l'obertura de l'enllaç entre les estacions de Sinsen i Økern i l'estació de Løren.
Totes les línies de la xarxa passen pel túnel comú, que discorre pel centre de la ciutat. A més, hi ha la línia circular, que uneix els dos extrems del túnel comú. De cadascun dels extrems en surten quatre ramals radials, cadascun operat per una sola línia, exceptuant la de Grorud, que està servida per les línies 4 i 5; i la de Lamberseter, on acaben alguns trens de la línia 1 en hores punta.
| Línia (servei) | Terminal                                    | Línies (infraestructura)       | Estacions |
| -------------- | ------------------------------------------- | ------------------------------ | --------- |
| 1              | Frognerseteren ↔ Helsfyr (↔ Bergkrystallen) | Holmenkollen, Furuset          | 35        |
| 2              | Østerås ↔ Ellingsrudåsen                    | Røa, Furuset                   | 26        |
| 3              | Kolsås ↔ Mortensrud                         | Sognsvann, Østensjø            | 34        |
| 4              | Vestli ↔ Bergkrystallen                     | Grorud, Circular, Lambertseter | 37        |
| 5              | Sognsvann ↔ Vestli                          | Circular, Grorud               | 43        |

### Operació
El metro opera de 5:00 a 1:00 de dilluns a divendres feiners i de 6:00 a 1:00 els caps de setmana i festius.
L'interval de pas de les línies 1, 4 i 5 és d'un tren cada 15 minuts cada dia de la setmana. Els diumenges també hi ha un interval de 15 minuts a les línies 2 i 3.
A les línies 2 i 3 hi ha un tren cada 7:30 minuts els dies feiners, encara que a la línia 3 la meitat de trens fan un servei parcial fins a Stortinget, igual que els dissabtes a la línia 2.

### Infraestructura

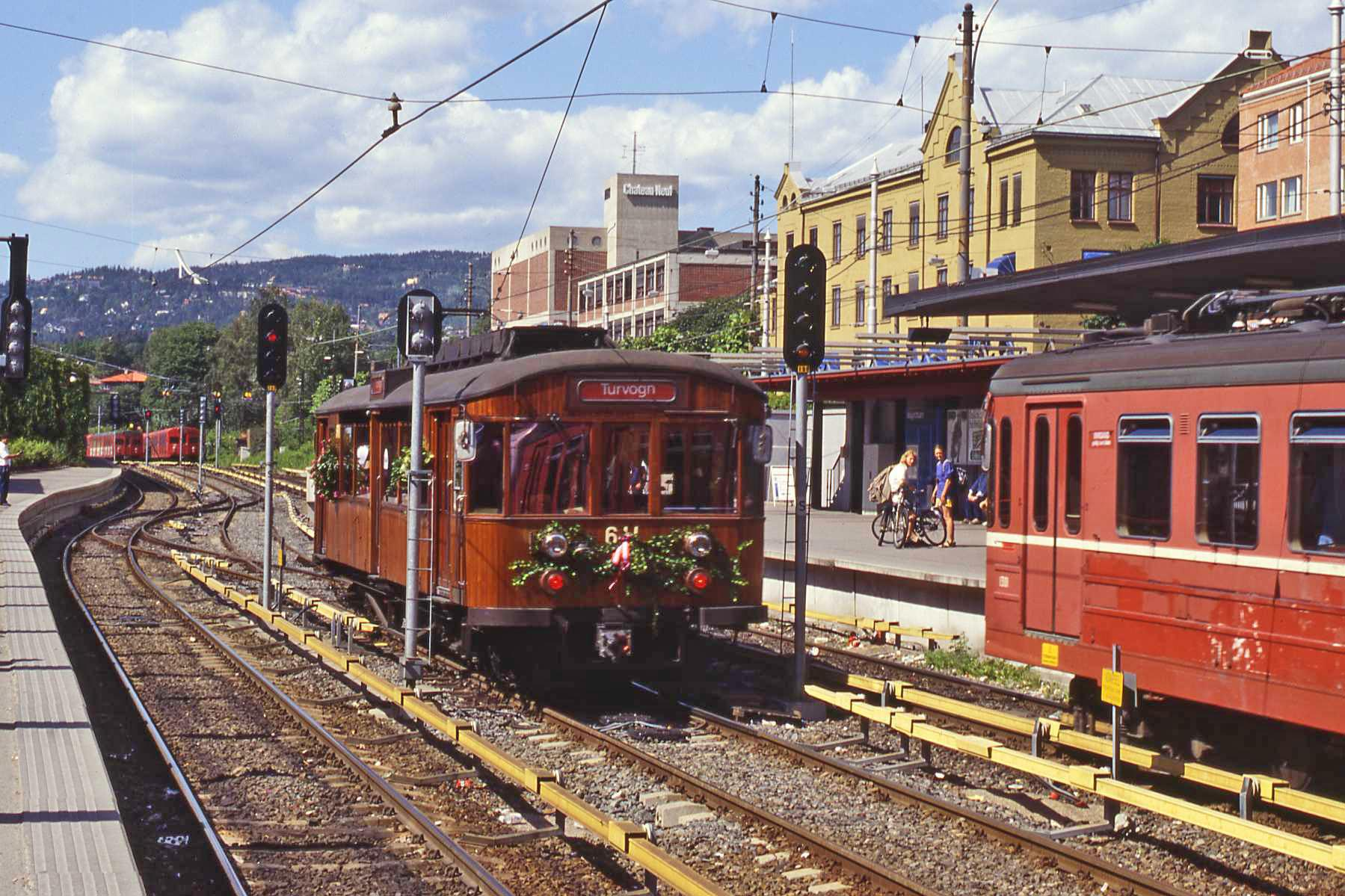
Estació de Majorstuen en el període de transició que van conviure tercer carril i catenària

Totes les línies de metro estan construides amb via doble i estan electrificades a 750 V en corrent continu mitjançant tercer carril de contacte inferior. Els trens circulen per la dreta. La major part de la xarxa és en superfície, exceptuant el tram comú, part de la línia circular i part de les línies de Grorud (tram oriental de les línies 4 i 5) i Furuset (tram oriental de la línia 2), que estan en túnel.
Fins a l'any 1993, la xarxa estava dividida en dues parts, inoperables entre elles a causa de les diferències entre senyalització i sistema d'electrificació, ja que a l'oest d'Stortinget hi havia catenària, mentre que a l'est hi havia tercer carril. Del 1993 ençà es van anar substituint la catenària per tercer carril, i també es van anar eliminant els passos a nivell, exceptuant la línia de Holmenkollen (tram occidental de la línia 1), on encara hi ha passos a nivell amb barreres.

## Material mòbil

### Material actual
Actualment només hi ha en servei els trens de la sèrie MX3000. El 2003 es va acordatr la compra d'aquests trens i el 2006 es van començar a rebre les primeres unitats. La sèrie ha estat dissenyada per Porsche Design Studio a partir dels trens de la sèrie V del metro de Vienna, i han estat construïdes per Siemens Mobility. Inicialment es van adquirir 33 unitats, però se n'han comprat en 3 lots addicionals fins a les 115 actuals.
Són unitats de tres cotxes, que solen circular en doble composició, exceptuant a la línia 1 on les andanes són més curtes i només hi poden circular trens en composició simple. Cada unitat fa 54,34 metres de llargària i 3,16 m d'amplada. Pesen 98 tones en buit. Tenen dotze motors de tracció de 140 kW, que permeten velocitats màximes de 70 km/h. Tenen una capacitat de 493 persones, 138 de les quals són assegudes.

### Material històric
El material incial de la línia de Holmenkollen consistia en 12 tramvies motors i 10 remolcs construïts per MAN el 1898. El 1910 van ser substituïts per un material amb un gàlib més ample, que van ser utilitzats a totes les línies de la xarxa occidental. Fins al 1956 es van rebre un total de 42 cotxes, amb dissenys bastant diferents, especialment pel que fa a la disposició de les portes. La majoria d'aquests trens van ser retirats del servei durant els anys 80, a mesura que es van anar rebent els cotxes de la sèrie T1300.
La primera sèrie de metro estàndard va ser la T1000, adquirides en diferents lots, enumerats de T1 a T8 i amb un disseny similar al del metro d'Estocolm. Els subtipus T1 a T4 van ser lliurats a les línies de metro orientals i només disposaven de frotadors per captar corrent mitjançant tercer carril. Aquests trens circulaven en composicions de sis cotxes, encara que excepcionalment també ho feien en composicions de 5 o de 4 cotxes. Els subtipus de la T5 a T8, enumerats com a T1300, van ser lliurats a les línies occidentals, per tal de substituir el material antic, i comptaven només amb pantògrafs. A partir de 1994 se'ls va anar instalant frotadors per poder ser interoperables a les dues xarxes. L'operació amb els trens d'aquesta subsèrie es feia amb compisicions de dos cotxes (línia de Holmenkollen) o de tres cotxes (línia de Kolsås).
L'any 1994 es van lliurar els trens de la sèrie T2000, de dos cotxes, i operables tant en línies amb tercer carril com amb pantògraf. El funcionament d'aquests trens no va ser exitós i el seu servei va ser residual. Es van desballestar el 2010.

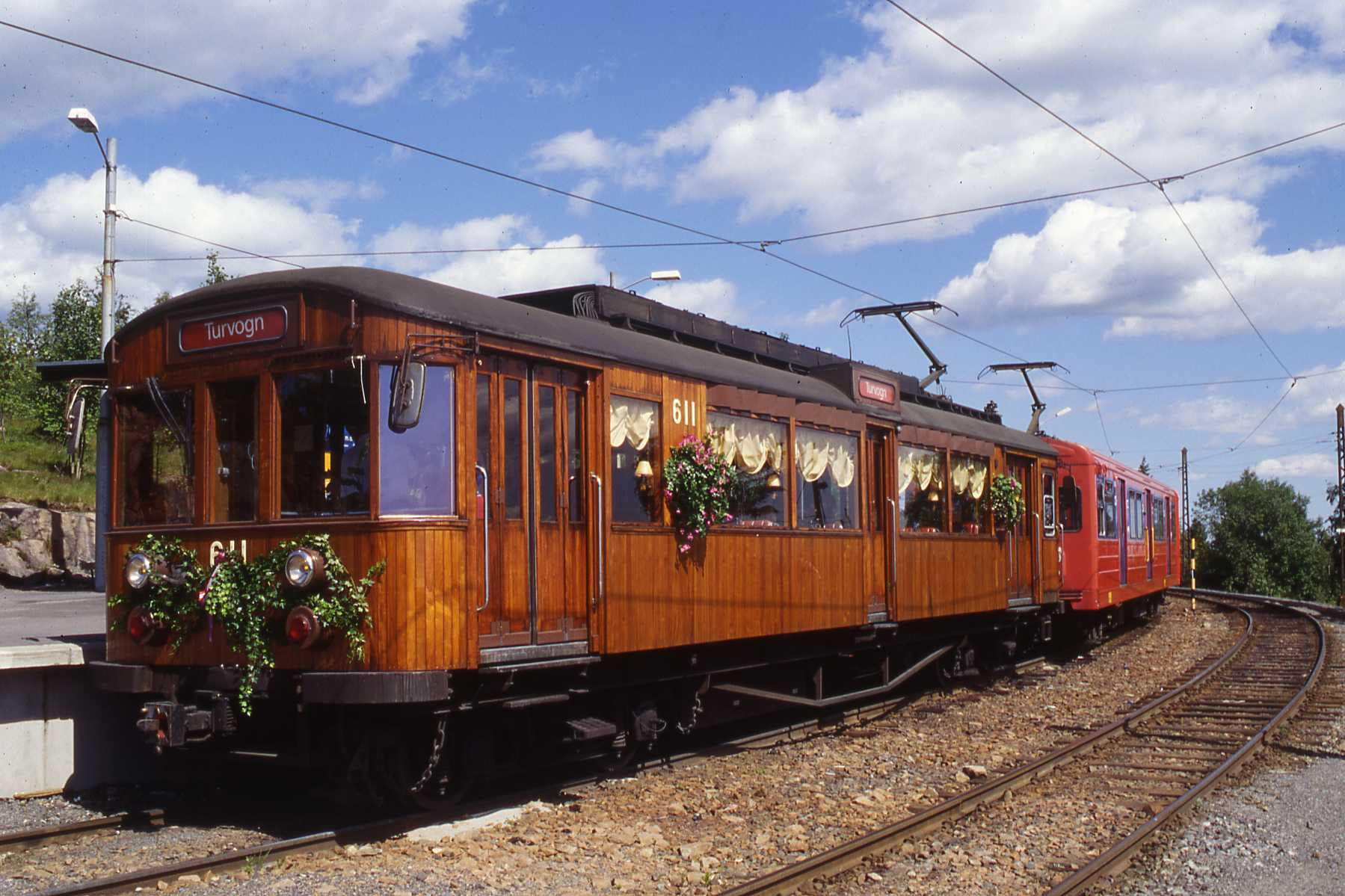
Cotxe 601
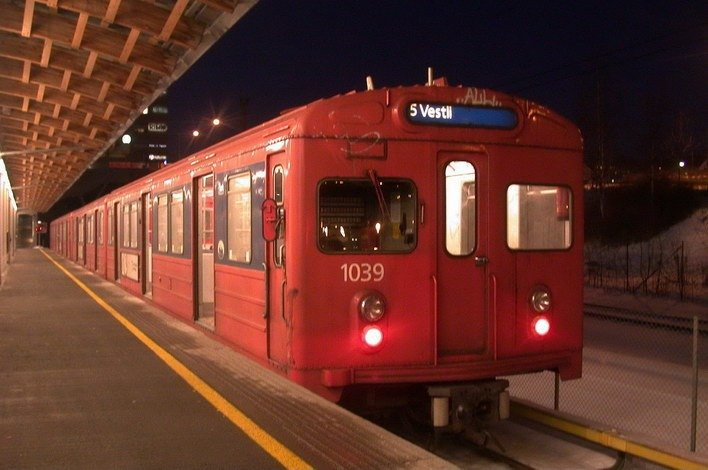
Sèrie T1000
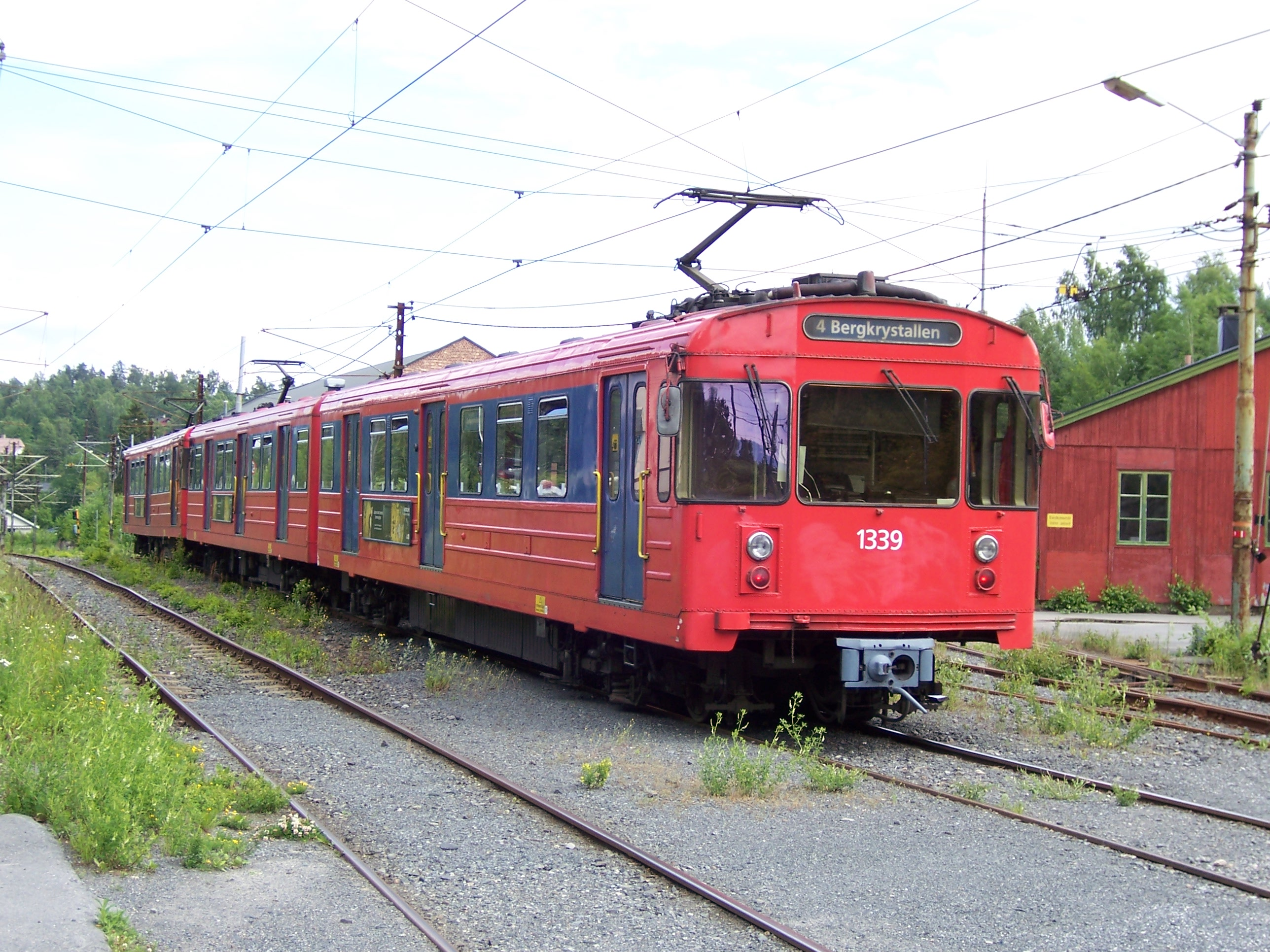
Sèrie T1300
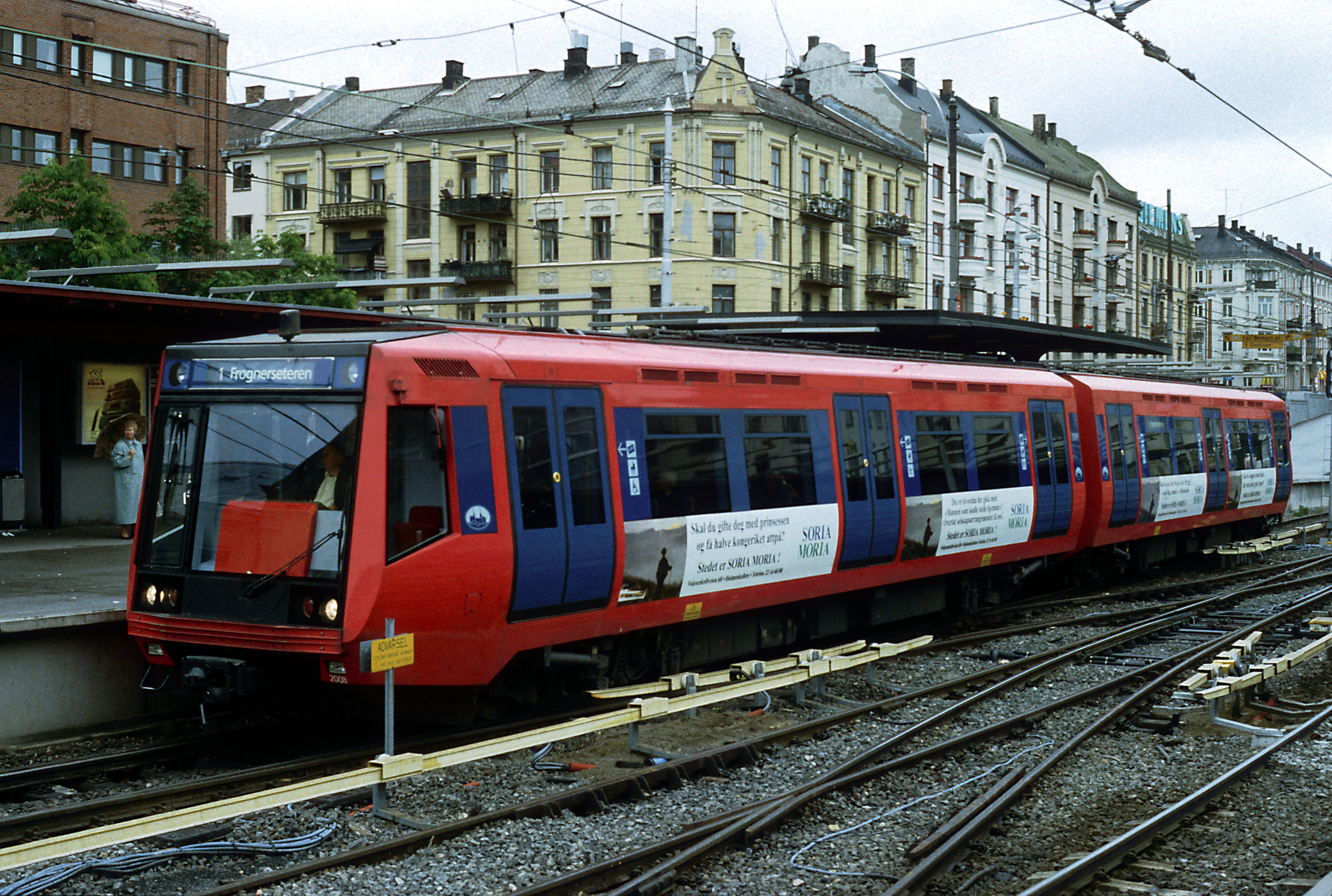
Sèrie T2000
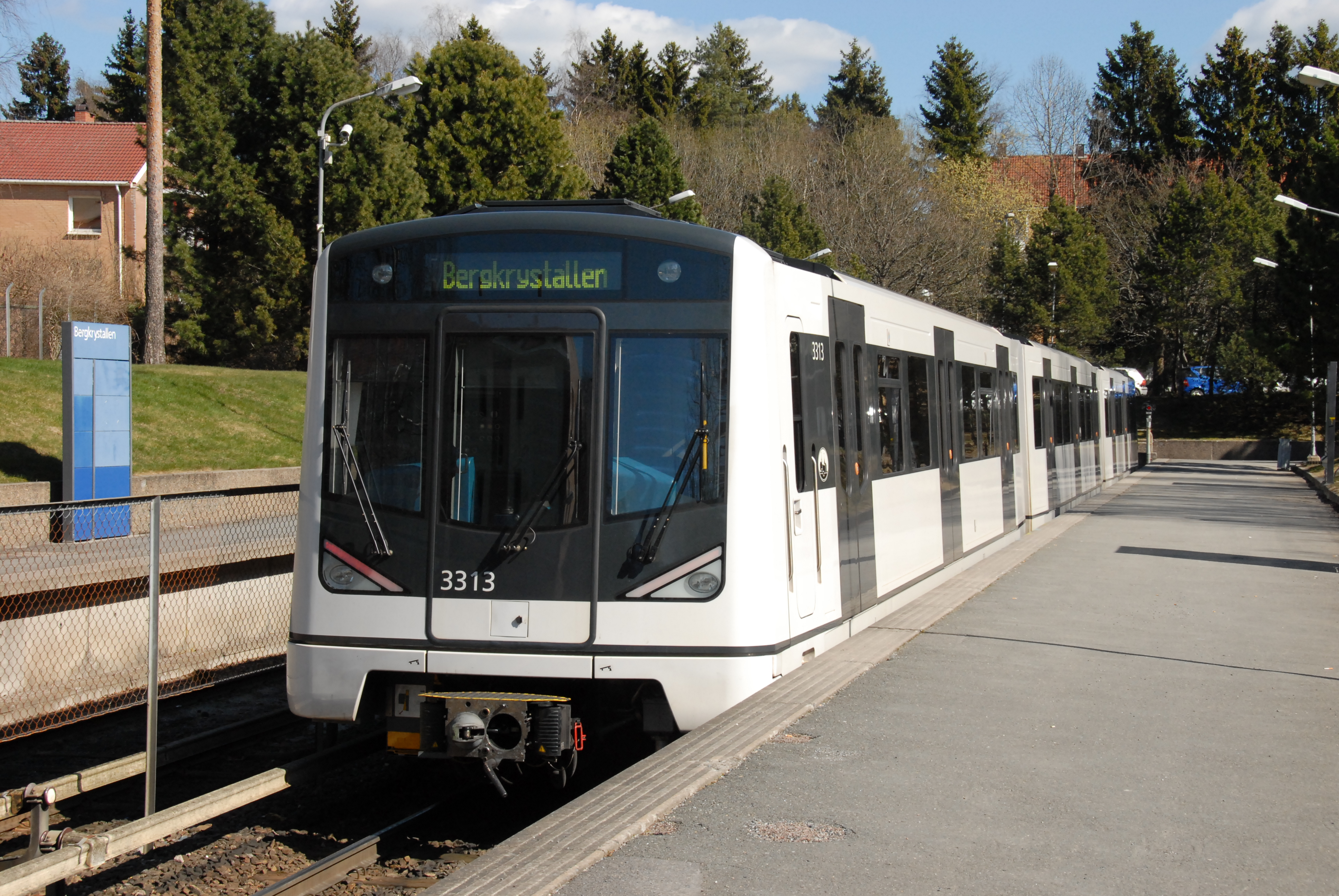
Sèrie MX3000

## Tallers i cotxeres
Actualment hi ha quatre instal·lacions per al manteniment dels trens:
- Avløs: situat prop de l'estació d'Avløs, a la línia de Kolsås Line. Va ser tancat per remodelació el 2011 i reobert l'estiu de 2015.
- Etterstad: situat al tram comú de les línies d'Østensjø, Furuset i Lambertseter, abans de l'estació de Brynseng. És el centre d'operacions del metro d'Oslo i s'utilitza per manteniment.
- Majorstuen: cotxera petita situada al costat de l'estació homònima.
- Ryen: dipòsit principal de la xarxa de metro, situat a la línia de Lambertseter, prop de l'estació de Ryen.